# おたるドリームビーチ
おたるドリームビーチは、日本の北海道小樽市銭函に所在する大浜海岸に設けられた海水浴場である。

## 概要
日本海に開けた石狩湾の奥部に位置する大浜海岸に、1978年（昭和53年）、「大浜海水浴場」の名で開場された。札幌市との境界線近くに位置し、札幌市民を中心に親しまれている。北海道で最も賑わう海水浴場の一つである。
開設期間が6月下旬から8月下旬までと、北海道において最も長い期間、海水浴を楽しめるのが特徴。
近年は海岸侵食が深刻化しており、関係者の頭を悩ませている。石狩湾新港の建設が始まった1970年代から海岸侵食が見られるようになったため、造成された港によって砂の自然的供給が遮断されてしまったのも一因と考えられている。問題解決を図って、小樽土木現業所が1995年（平成7年）から砂入れや護岸工事に着手していたが、北海道の財政難が響き、2005年（平成17年）を最後に事業は中止された。そのため、海の家の経営者たちは内陸側へ約40mの移転を余儀無くされた。

### 遊泳区域外
北海道は、2004年（平成16年）4月1日、プレジャーボート等と水域利用者（遊泳者、遊漁従事者、漁業従事者）との間で頻発する水難事故等を未然に防止すべく「北海道プレジャーボート等の事故防止等に関する条例」を施行した。係る条例の指定地となったおたるドリームビーチには、指定された他の海水浴場と同様、このとき以来、プレジャーボート等が進入できない「水域利用調整区域」が設けられている。
加えて、水域利用調整区域と海水浴場遊泳区域を跨ぐ形でバナナボートが通行する水路（バナナボート用水路）を設けることでも遊泳者の安全が図られている。

### 海の家の違法建築問題と管理放棄
2004年に海の家が内陸側に移動してからは、オフシーズンに撤去されることなく継続して存置されたままであった。本来1年ごとに撤去しなければならない仮設建築物とされ、長年にわたって建ったままの状態になっていることは建築基準法違反にあたるが、小樽市建築部は11年間にわたり黙認してきた。これは小樽市が北海道の短い夏の間に利益を上げることが難しい海の家に配慮してきた部分もある。小樽市は仮設建築物を新築するとして組合が提出してきた建築許可書を受理してきたことが、黙認してきたと言われる所以である。
2014年になって小樽市コンプライアンス委員会に市民から苦情が寄せられ、調査の結果建築基準法違反の放置が明らかになり、小樽市は海の家でつくる協同組合に対し2015年3月までに建物を撤去するよう指導した。しかし、協同組合側の足並みが揃わず全ての建物の撤去が出来なかったため、2015年度の営業を断念する結果となった。
このため小樽市では2015年度の営業を市が肩代わりすることも検討したが、関連経費を支出するための補正予算案は、「小樽市民の利用が少ないのに市の税金を投入するのが妥当か」等の議論の末否決され、市は「遊泳自粛」の立て看板を立てたのみで、管理者がいないという異例の状況で海水浴シーズンを迎えた。

### 現状
2016年7月9日、2年ぶりに営業を再開したが、新たなルールとして海水浴客が調理器具を使う場合、海の家前の敷地でかつ借りた器具を使用しなければならなくなり、持ち込みや敷地外での使用は禁止された。また、花火の使用も禁止したり、さらに2年前には付近の道路で飲酒運転ひき逃げ事件が起きたこともあり、運転者と泥酔客への酒類の提供も禁止した。

## 年表
- 1970年代：石狩湾新港の建設が始まり、その影響からか、これ以降、砂浜の自然的生成・維持が滞るようになった大浜海岸で海岸侵食が見られるようになる。
- 1978年（昭和53年）：大浜海岸に大浜海水浴場（おたるドリームビーチの前身）が開場。
- 1990年代：大浜海岸の侵食が深刻化する（現在も未解決の問題）。
- 1995年（平成7年）：小樽土木現業所が砂入れや護岸工事を始める。
- 2004年（平成16年）4月1日：おたるドリームビーチにおいて「北海道プレジャーボート等の事故防止等に関する条例」が施行される[2]。
- 2005年（平成17年）：北海道の財政難が響き、小樽土木現業所の事業が中止される。
- 2015年（平成27年）：海の家の協同組合・小樽市共に管理ができない状態で海水浴シーズンを迎えた。

## 位置情報
- 北緯43度09分25.1秒 東経141度12分20.3秒 / 北緯43.156972度 東経141.205639度
- 大浜海岸（おたるドリームビーチ） - 地理院地図
- 北海道小樽市銭函3丁目75番地（おたるドリームビーチ） - Google マップ

## 交通アクセス
鉄道路線
- JR北海道 函館本線を星置駅で下車し、徒歩で約30分[9]、タクシーでは約10分[10]（料金は1,000円前後[9]）。

自動車道
- 札樽自動車道を銭函ICで下り、国道337号を海側へ（国道337号沿いの看板のある交差点を海側へ入り、）約5km[1]。

## 近隣の海水浴場
- （北東方向） ←　石狩浜海水浴場（あそびーち石狩。石狩市弁天町地先）[11]　-　おたるドリームビーチ　-　サンセットビーチ銭函（小樽市銭函3丁目）　→ （南西方向）